# Fußball-Club Bayern München 2021-2022
Questa voce raccoglie le informazioni riguardanti il Fußball-Club Bayern München nelle competizioni ufficiali della stagione 2021-2022.

## Stagione
A seguito della decisione di Hans-Dieter Flick di assumere la guida della nazionale tedesca, il Bayern Monaco ingaggia come nuovo tecnico Julian Nagelsmann, reduce dall'esperienza al RB Lipsia, che firma un contratto quinquennale.

## Maglie e sponsor
|  | Casa | Trasferta | Terza divisa | Quarta divisa (Oktoberfest) |

## Rosa
Rosa aggiornata al 18 maggio 2022.
| N. |                        | Ruolo | Calciatore               |
| -- | ---------------------- | ----- | ------------------------ |
| 1  | Germania (bandiera)    | P     | Manuel Neuer (capitano)  |
| 2  | Francia (bandiera)     | D     | Dayot Upamecano          |
| 3  | Inghilterra (bandiera) | D     | Omar Richards            |
| 4  | Germania (bandiera)    | D     | Niklas Süle              |
| 5  | Francia (bandiera)     | D     | Benjamin Pavard          |
| 6  | Germania (bandiera)    | C     | Joshua Kimmich           |
| 7  | Germania (bandiera)    | A     | Serge Gnabry             |
| 8  | Germania (bandiera)    | C     | Leon Goretzka            |
| 9  | Polonia (bandiera)     | A     | Robert Lewandowski       |
| 10 | Germania (bandiera)    | A     | Leroy Sané               |
| 11 | Francia (bandiera)     | A     | Kingsley Coman           |
| 13 | Camerun (bandiera)     | A     | Eric Maxim Choupo-Moting |
| 14 | Germania (bandiera)    | C     | Paul Wanner              |
| 15 | Stati Uniti (bandiera) | D     | Chris Richards           |
| 17 | Francia (bandiera)     | C     | Mickaël Cuisance         |
| 18 | Austria (bandiera)     | C     | Marcel Sabitzer          |

| N. |                     | Ruolo | Calciatore                    |
| -- | ------------------- | ----- | ----------------------------- |
| 19 | Canada (bandiera)   | D     | Alphonso Davies               |
| 20 | Francia (bandiera)  | D     | Bouna Sarr                    |
| 21 | Francia (bandiera)  | D     | Lucas Hernández               |
| 22 | Spagna (bandiera)   | C     | Marc Roca                     |
| 23 | Francia (bandiera)  | D     | Tanguy Nianzou                |
| 24 | Francia (bandiera)  | C     | Corentin Tolisso              |
| 25 | Germania (bandiera) | A     | Thomas Müller (vice-capitano) |
| 26 | Germania (bandiera) | P     | Sven Ulreich                  |
| 36 | Germania (bandiera) | P     | Christian Früchtl             |
| 39 | Germania (bandiera) | P     | Ron-Thorben Hoffmann          |
| 40 | Germania (bandiera) | A     | Malik Tillman                 |
| 42 | Germania (bandiera) | C     | Jamal Musiala                 |
| 44 | Germania (bandiera) | D     | Josip Stanišić                |
| 45 | Germania (bandiera) | A     | Leon Dajaku                   |

## Calciomercato

### Sessione estiva
| Acquisti         | Acquisti         | Acquisti            | Acquisti                    |
| R.               | Nome             | da                  | Modalità                    |
| ---------------- | ---------------- | ------------------- | --------------------------- |
| P                | Sven Ulreich     |                     | svincolato                  |
| D                | Omar Richards    |                     | svincolato                  |
| D                | Dayot Upamecano  | RB Lipsia           | definitivo (42,5 milioni €) |
| C                | Marcel Sabitzer  | RB Lipsia           | definitivo (15 milioni €)   |
| Altre operazioni |                  |                     |                             |
| R.               | Nome             | da                  | Modalità                    |
| D                | Lars Lukas Mai   | Darmstadt           | fine prestito               |
| D                | Chris Richards   | Hoffenheim          | fine prestito               |
| C                | Mickaël Cuisance | Olympique Marsiglia | fine prestito               |
| C                | Adrian Fein      | PSV                 | fine prestito               |
| A                | Joshua Zirkzee   | Parma               | fine prestito               |

| Cessioni         | Cessioni             | Cessioni       | Cessioni   |
| R.               | Nome                 | a              | Modalità   |
| ---------------- | -------------------- | -------------- | ---------- |
| P                | Ron-Thorben Hoffmann | Sunderland     | prestito   |
| P                | Alexander Nübel      | Monaco         | prestito   |
| D                | David Alaba          |                | svincolato |
| D                | Jérôme Boateng       |                | svincolato |
| C                | Javi Martínez        |                | svincolato |
| Altre operazioni |                      |                |            |
| R.               | Nome                 | a              | Modalità   |
| D                | Lars Lukas Mai       | Werder Brema   | prestito   |
| D                | Chris Richards       | Hoffenheim     | prestito   |
| C                | Adrian Fein          | Greuther Fürth | prestito   |
| A                | Joshua Zirkzee       | Anderlecht     | prestito   |

## Risultati

### Bundesliga

#### Girone di andata
| Arbitro: | Fritz |

|          |           |                 |
| Pléa 10’ | Marcatori | 42’ Lewandowski |

| Arbitro: | Petersen |

|                                 |           |                     |
| Lewandowski 50’ Gnabry 59’, 71’ | Marcatori | 60’ Modeste 62’ Uth |

| Arbitro: | Jablonski |

|                                                 |           |  |
| Müller 6’ Lewandowski 35’, 70’, 84’ Musiala 49’ | Marcatori |  |

| Arbitro: | Aytekin |

|            |           |                                                               |
| Laimer 58’ | Marcatori | 12’ (rig.) Lewandowski 47’ Musiala 54’ Sané 90’ Choupo-Moting |

| Arbitro: | Welz |

|                                                                                                |           |  |
| Sané 17’ Kimmich 27’, 65’ Gnabry 32’ Lampropoulos 43’ (aut.) Lewandowski 61’ Choupo-Moting 79’ | Marcatori |  |

| Arbitro: | Schröder |

|           |           |                                             |
| Itten 87’ | Marcatori | 10’ Müller 31’ Kimmich 68’ (aut.) Griesbeck |

| Arbitro: | Badstübner |

|              |           |                            |
| Goretzka 29’ | Marcatori | 32’ Hinteregger 83’ Kostić |

| Arbitro: | Jablonski |

|            |           |                                                |
| Schick 55’ | Marcatori | 4’, 30’ Lewandowski 34’ Müller 35’, 37’ Gnabry |

| Arbitro: | Jöllenbeck |

|                                                        |           |  |
| Gnabry 16’ Lewandowski 30’ Choupo-Moting 82’ Coman 87’ | Marcatori |  |

| Arbitro: | Osmers |

|                            |           |                                                           |
| Gießelmann 43’ Ryerson 64’ | Marcatori | 15’ (rig.), 23’ Lewandowski 35’ Sané 60’ Coman 79’ Müller |

| Arbitro: | Stegemann |

|                              |           |             |
| Goretzka 30’ Lewandowski 75’ | Marcatori | 90’ Haberer |

| Arbitro: | Siebert |

|                       |           |                 |
| Pedersen 23’ Hahn 35’ | Marcatori | 38’ Lewandowski |

| Arbitro: | Fritz |

|          |           |  |
| Sané 71’ | Marcatori |  |

| Arbitro: | Zwayer |

|                       |           |                                      |
| Brandt 5’ Haaland 48’ | Marcatori | 9’, 77’ (rig.) Lewandowski 44’ Coman |

| Arbitro: | Cortus |

|                       |           |             |
| Coman 53’ Musiala 74’ | Marcatori | 22’ Onisiwo |

| Arbitro: | Schröder |

|  |           |                                           |
|  | Marcatori | 40’, 53’, 74’ Gnabry 69’, 72’ Lewandowski |

| Arbitro: | Welz |

|                                                  |           |  |
| Müller 7’ Upamecano 57’ Sané 59’ Lewandowski 87’ | Marcatori |  |

#### Girone di ritorno
| Arbitro: | Siebert |

|                 |           |                        |
| Lewandowski 18’ | Marcatori | 27’ Neuhaus 31’ Lainer |

| Arbitro: | Welz |

|  |           |                                      |
|  | Marcatori | 9’, 62’, 74’ Lewandowski 25’ Tolisso |

| Arbitro: | Dankert |

|                 |           |                                            |
| Ekkelenkamp 80’ | Marcatori | 25’ Tolisso 45’ Müller 75’ Sané 79’ Gnabry |

| Arbitro: | Jablonski |

|                                                |           |                      |
| Müller 12’ Lewandowski 44’ Gvardiol 58’ (aut.) | Marcatori | 27’ Silva 53’ Nkunku |

| Arbitro: | Schröder |

|                                                            |           |                     |
| Antwi-Adjei 14’ Locadia 38’ (rig.) Gamboa 40’ Holtmann 44’ | Marcatori | 9’, 75’ Lewandowski |

| Arbitro: | Hartmann |

|                                                             |           |            |
| Lewandowski 46’, 82’ Griesbeck 61’ (aut.) Choupo-Moting 90’ | Marcatori | 42’ Hrgota |

| Arbitro: | Badstübner |

|  |           |          |
|  | Marcatori | 71’ Sané |

| Arbitro: | Siebert |

|          |           |                   |
| Süle 18’ | Marcatori | 36’ (aut.) Müller |

| Arbitro: | Schröder |

|                 |           |                 |
| Baumgartner 32’ | Marcatori | 45’ Lewandowski |

| Arbitro: | Osmers |

|                                                   |           |  |
| Coman 16’ Nianzou 25’ Lewandowski 45’ (rig.), 47’ | Marcatori |  |

| Arbitro: | Dingert |

|              |           |                                                |
| Petersen 63’ | Marcatori | 58’ Goretzka 73’ Gnabry 82’ Coman 90’ Sabitzer |

| Arbitro: | Ittrich |

|                        |           |  |
| Lewandowski 82’ (rig.) | Marcatori |  |

| Arbitro: | Jöllenbeck |

|  |           |                                           |
|  | Marcatori | 10’ (aut.) Laursen 45’ Gnabry 85’ Musiala |

| Arbitro: | Siebert |

|                                        |           |                |
| Gnabry 15’ Lewandowski 34’ Musiala 83’ | Marcatori | 52’ (rig.) Can |

| Arbitro: | Stegemann |

|                                        |           |                 |
| Burkardt 18’ Niakhaté 27’ Barreiro 57’ | Marcatori | 33’ Lewandowski |

| Arbitro: | Aytekin |

|                       |           |                        |
| Gnabry 35’ Müller 44’ | Marcatori | 8’ Tomás 52’ Kalajdžić |

| Arbitro: | Hartmann |

|                    |           |                              |
| Wind 45’ Kruse 58’ | Marcatori | 17’ Stanišić 40’ Lewandowski |

### Coppa di Germania
| Arbitro: | Winter |

|  |           | |
|  | Marcatori | 8’, 28’, 35’, 82’ Choupo-Moting 16’, 48’ Musiala 27’ (aut.) Warm 47’ Tillman 65’ Sané 80’ Cuisance 86’ Sarr 88’ Tolisso |

| Arbitro: | Stieler |

|                                                    |           |  |
| Koné 2’ Bensebaini 15’, 21’ (rig.) Embolo 51’, 57’ | Marcatori |  |

### Supercoppa di Germania
| Arbitro: | Stegemann |

|          |           |                                 |
| Reus 64’ | Marcatori | 41’, 74’ Lewandowski 49’ Müller |

### Champions League

#### Fase a gironi
| Arbitro: | Oliver |

|  |           |                                 |
|  | Marcatori | 34’ Müller 56’, 85’ Lewandowski |

| Arbitro: | Guida |

|                                                                   |           |  |
| Lewandowski 12’ (rig.), 27’ Gnabry 68’ Sané 74’ Choupo-Moting 87’ | Marcatori |  |

| Arbitro: | Hațegan |

|  |           |                                                  |
|  | Marcatori | 70’, 84’ Sané 80’ (aut.) Everton 82’ Lewandowski |

| Arbitro: | Marciniak |

|                                               |           |                      |
| Lewandowski 26’, 61’, 84’ Gnabry 32’ Sané 49’ | Marcatori | 38’ Morato 74’ Núñez |

| Arbitro: | Meler |

|            |           |                           |
| Harmaš 70’ | Marcatori | 14’ Lewandowski 42’ Coman |

| Arbitro: | Hațegan |

|                                 |           |  |
| Müller 34’ Sané 43’ Musiala 62’ | Marcatori |  |

#### Fase ad eliminazione diretta
| Arbitro: | Oliver |

|           |           |           |
| Adamu 21’ | Marcatori | 90’ Coman |

| Arbitro: | Turpin |

|                                                                             |           |               |
| Lewandowski 12’ (rig.), 21’ (rig.), 23’ Gnabry 31’ Müller 54’, 83’ Sané 85’ | Marcatori | 70’ Kjærgaard |

| Arbitro: | Taylor |

|            |           |  |
| Danjuma 8’ | Marcatori |  |

| Arbitro: | Vinčić |

|                 |           |               |
| Lewandowski 52’ | Marcatori | 88’ Chukwueze |

## Statistiche

### Statistiche di squadra
Statistiche aggiornate al 14 maggio 2022.
| Competizione           | Punti | In casa | In casa | In casa | In casa | In casa | In casa | In trasferta | In trasferta | In trasferta | In trasferta | In trasferta | In trasferta | Totale | Totale | Totale | Totale | Totale | Totale | DR  |
| Competizione           | Punti | G       | V       | N       | P       | Gf      | Gs      | G            | V            | N            | P            | Gf           | Gs           | G      | V      | N      | P      | Gf     | Gs     | DR  |
| ---------------------- | ----- | ------- | ------- | ------- | ------- | ------- | ------- | ------------ | ------------ | ------------ | ------------ | ------------ | ------------ | ------ | ------ | ------ | ------ | ------ | ------ | --- |
| Bundesliga             | 77    | 17      | 13      | 2       | 2       | 49      | 14      | 17           | 11           | 3            | 3            | 49           | 22           | 34     | 24     | 5      | 5      | 97     | 37     | +60 |
| Coppa di Germania      | -     | 0       | 0       | 0       | 0       | 0       | 0       | 2            | 1            | 0            | 1            | 12           | 5            | 2      | 1      | 0      | 1      | 12     | 5      | +7  |
| Champions League       | 18    | 5       | 4       | 1       | 0       | 21      | 4       | 5            | 3            | 1            | 1            | 10           | 3            | 10     | 7      | 2      | 1      | 31     | 7      | +24 |
| Supercoppa di Germania | -     | 0       | 0       | 0       | 0       | 0       | 0       | 1            | 1            | 0            | 0            | 3            | 1            | 1      | 1      | 0      | 0      | 3      | 1      | +2  |
| Totale                 | -     | 22      | 17      | 3       | 2       | 69      | 19      | 25           | 16           | 4            | 5            | 77           | 29           | 46     | 34     | 7      | 7      | 143    | 50     | +93 |

### Andamento in campionato
| Giornata  | 1 | 2 | 3 | 4 | 5 | 6 | 7 | 8 | 9 | 10 | 11 | 12 | 13 | 14 | 15 | 16 | 17 | 18 | 19 | 20 | 21 | 22 | 23 | 24 | 25 | 26 | 27 | 28 | 29 | 30 | 31 | 32 | 33 | 34 |
| --------- | - | - | - | - | - | - | - | - | - | -- | -- | -- | -- | -- | -- | -- | -- | -- | -- | -- | -- | -- | -- | -- | -- | -- | -- | -- | -- | -- | -- | -- | -- | -- |
| Luogo     | T | C | C | T | C | T | C | T | C | T  | C  | T  | C  | T  | C  | T  | C  | C  | T  | T  | C  | T  | C  | T  | C  | T  | C  | T  | C  | T  | C  | T  | C  | T  |
| Risultato | N | V | V | V | V | V | P | V | V | V  | V  | P  | V  | V  | V  | V  | V  | P  | V  | V  | V  | P  | V  | V  | N  | N  | V  | V  | V  | V  | V  | P  | N  | N  |
| Posizione | 7 | 4 | 3 | 2 | 1 | 1 | 1 | 1 | 1 | 1  | 1  | 1  | 1  | 1  | 1  | 1  | 1  | 1  | 1  | 1  | 1  | 1  | 1  | 1  | 1  | 1  | 1  | 1  | 1  | 1  | 1  | 1  | 1  | 1  |

Legenda:

Luogo: C = Casa; T = Trasferta. Risultato: V = Vittoria; N = Pareggio; P = Sconfitta.

### Statistiche dei giocatori
Sono in corsivo i calciatori che hanno lasciato la società a stagione in corso.
| Giocatore        | Bundesliga | Bundesliga | Bundesliga  | Bundesliga | Coppa di Germania | Coppa di Germania | Coppa di Germania | Coppa di Germania | Champions League | Champions League | Champions League | Champions League | Supercoppa di Germania | Supercoppa di Germania | Supercoppa di Germania | Supercoppa di Germania | Totale   | Totale | Totale      | Totale     |
| Giocatore        | Presenze   | Reti       | Ammonizioni | Espulsioni | Presenze          | Reti              | Ammonizioni       | Espulsioni        | Presenze         | Reti             | Ammonizioni      | Espulsioni       | Presenze               | Reti                   | Ammonizioni            | Espulsioni             | Presenze | Reti   | Ammonizioni | Espulsioni |
| ---------------- | ---------- | ---------- | ----------- | ---------- | ----------------- | ----------------- | ----------------- | ----------------- | ---------------- | ---------------- | ---------------- | ---------------- | ---------------------- | ---------------------- | ---------------------- | ---------------------- | -------- | ------ | ----------- | ---------- |
| T. Booth         | 0          | 0          | 0           | 0          | 1                 | 0                 | 0                 | 0                 | 0                | 0                | 0                | 0                | 0                      | 0                      | 0                      | 0                      | 1        | 0      | 0           | 0          |
| E. Choupo-Moting | 20         | 4          | 0           | 0          | 1                 | 4                 | 0                 | 0                 | 4                | 1                | 0                | 0                | 1                      | 0                      | 0                      | 0                      | 26       | 9      | 0           | 0          |
| K. Coman         | 21         | 6          | 0           | 1          | 1                 | 0                 | 0                 | 0                 | 9                | 2                | 1                | 0                | 1                      | 0                      | 0                      | 0                      | 32       | 8      | 1           | 1          |
| M. Cuisance      | 1          | 0          | 0           | 0          | 1                 | 1                 | 0                 | 0                 | 0                | 0                | 0                | 0                | 0                      | 0                      | 0                      | 0                      | 2        | 1      | 0           | 0          |
| L. Dajaku        | 0          | 0          | 0           | 0          | 0                 | 0                 | 0                 | 0                 | 0                | 0                | 0                | 0                | 0                      | 0                      | 0                      | 0                      | 0        | 0      | 0           | 0          |
| A. Davies        | 22         | 0          | 3           | 0          | 1                 | 0                 | 0                 | 0                 | 7                | 0                | 0                | 0                | 1                      | 0                      | 0                      | 0                      | 31       | 0      | 3           | 0          |
| C. Früchtl       | 0          | 0          | 0           | 0          | 0                 | 0                 | 0                 | 0                 | 0                | 0                | 0                | 0                | 0                      | 0                      | 0                      | 0                      | 0        | 0      | 0           | 0          |
| S. Gnabry        | 34         | 14         | 0           | 0          | 2                 | 0                 | 0                 | 0                 | 8                | 3                | 0                | 0                | 1                      | 0                      | 0                      | 0                      | 45       | 17     | 0           | 0          |
| L. Goretzka      | 19         | 3          | 0           | 0          | 1                 | 0                 | 0                 | 0                 | 6                | 0                | 0                | 0                | 1                      | 0                      | 0                      | 0                      | 27       | 3      | 0           | 0          |
| L. Hernández     | 25         | 0          | 6           | 0          | 1                 | 0                 | 0                 | 0                 | 8                | 0                | 2                | 0                | 0                      | 0                      | 0                      | 0                      | 34       | 0      | 8           | 0          |
| R. Hoffmann      | 0          | 0          | 0           | 0          | 0                 | 0                 | 0                 | 0                 | 0                | 0                | 0                | 0                | 0                      | 0                      | 0                      | 0                      | 0        | 0      | 0           | 0          |
| J. Kimmich       | 28         | 3          | 3           | 0          | 2                 | 0                 | 0                 | 0                 | 8                | 0                | 1                | 0                | 1                      | 0                      | 0                      | 0                      | 39       | 3      | 4           | 0          |
| R. Lewandowski   | 34         | 35         | 2           | 0          | 1                 | 0                 | 0                 | 0                 | 10               | 13               | 1                | 0                | 1                      | 2                      | 0                      | 0                      | 46       | 50     | 3           | 0          |
| T. Müller        | 32         | 8          | 0           | 0          | 2                 | 0                 | 0                 | 0                 | 10               | 4                | 0                | 0                | 1                      | 1                      | 0                      | 0                      | 45       | 13     | 0           | 0          |
| J. Musiala       | 30         | 5          | 2           | 0          | 1                 | 2                 | 0                 | 0                 | 8                | 1                | 0                | 0                | 1                      | 0                      | 0                      | 0                      | 40       | 8      | 2           | 0          |
| M. Neuer         | 28         | -26        | 0           | 0          | 1                 | -5                | 0                 | 0                 | 9                | -6               | 0                | 0                | 1                      | -1                     | 0                      | 0                      | 39       | -38    | 0           | 0          |
| T. Nianzou       | 17         | 1          | 4           | 0          | 1                 | 0                 | 1                 | 0                 | 2                | 0                | 0                | 0                | 0                      | 0                      | 0                      | 0                      | 20       | 1      | 5           | 0          |
| B. Pavard        | 25         | 0          | 1           | 1          | 1                 | 0                 | 0                 | 0                 | 10               | 0                | 0                | 0                | 0                      | 0                      | 0                      | 0                      | 36       | 0      | 1           | 1          |
| C. Richards      | 1          | 0          | 0           | 0          | 1                 | 0                 | 0                 | 0                 | 0                | 0                | 0                | 0                | 0                      | 0                      | 0                      | 0                      | 2        | 0      | 0           | 0          |
| O. Richards      | 12         | 0          | 0           | 0          | 1                 | 0                 | 0                 | 0                 | 3                | 0                | 1                | 0                | 0                      | 0                      | 0                      | 0                      | 16       | 0      | 1           | 0          |
| M. Roca          | 9          | 0          | 0           | 0          | 0                 | 0                 | 0                 | 0                 | 4                | 0                | 0                | 0                | 0                      | 0                      | 0                      | 0                      | 13       | 0      | 0           | 0          |
| M. Sabitzer      | 25         | 1          | 0           | 0          | 0                 | 0                 | 0                 | 0                 | 5                | 0                | 1                | 0                | 0                      | 0                      | 0                      | 0                      | 30       | 1      | 1           | 0          |
| L. Sané          | 32         | 7          | 2           | 0          | 2                 | 1                 | 0                 | 0                 | 10               | 6                | 0                | 0                | 1                      | 0                      | 0                      | 0                      | 45       | 14     | 2           | 0          |
| B. Sarr          | 5          | 0          | 0           | 0          | 1                 | 1                 | 0                 | 0                 | 5                | 0                | 1                | 0                | 1                      | 0                      | 0                      | 0                      | 12       | 1      | 1           | 0          |
| J. Stanišić      | 13         | 0          | 1           | 0          | 1                 | 0                 | 0                 | 0                 | 2                | 0                | 0                | 0                | 1                      | 0                      | 0                      | 0                      | 17       | 0      | 1           | 0          |
| N. Süle          | 28         | 1          | 2           | 0          | 2                 | 0                 | 0                 | 0                 | 7                | 0                | 0                | 0                | 1                      | 0                      | 1                      | 0                      | 38       | 1      | 3           | 0          |
| M. Tilman        | 4          | 0          | 0           | 0          | 1                 | 1                 | 0                 | 0                 | 2                | 0                | 0                | 0                | 0                      | 0                      | 0                      | 0                      | 7        | 1      | 0           | 0          |
| C. Tolisso       | 15         | 2          | 0           | 0          | 2                 | 1                 | 0                 | 0                 | 4                | 0                | 0                | 0                | 1                      | 0                      | 0                      | 0                      | 22       | 3      | 0           | 0          |
| S. Ulreich       | 5          | -8         | 0           | 0          | 1                 | 0                 | 0                 | 0                 | 1                | -1               | 0                | 0                | 0                      | 0                      | 0                      | 0                      | 7        | -9     | 0           | 0          |
| D. Upamecano     | 28         | 1          | 3           | 0          | 1                 | 0                 | 1                 | 0                 | 8                | 0                | 3                | 0                | 1                      | 0                      | 0                      | 0                      | 38       | 1      | 7           | 0          |
| G. Vidović       | 3          | 0          | 0           | 0          | 0                 | 0                 | 0                 | 0                 | 0                | 0                | 0                | 0                | 0                      | 0                      | 0                      | 0                      | 3        | 0      | 0           | 0          |